# Pouzdřanská step – Kolby
Národní přírodní památka Pouzdřanská step – Kolby se nachází v katastrálním území obcí Pouzdřany a Uherčice v okrese Břeclav. Rozkládá se na ploše 157,13 ha a tvoří ji východní, jižní a částečně západní úbočí Uherčické nové hory (kóta 306,7 m n. m.) a část její plošiny na temeni směrem k vrchu Strážná (294 m n. m.) ve Starovické pahorkatině.

## Předmět ochrany
Předmětem ochrany dle vyhlášky Ministerstva životního prostředí č. 151/2014 Sb. jsou:
1. společenstva úzkolistých suchých trávníků (Festucion valesiacae), širokolistých suchých trávníků (Bromion erecti) a suchých bylinných lemů (Geranion sanguinei),
2. společenstva vysokých mezofilních a xerofilních křovin (Berberidion) a nízkých xerofilních křovin (Prunion fruticosae),
3. společenstva panonských dubohabřin (Primulo veris-Carpinetum) a panonských teplomilných doubrav na spraši (Aceri tatarici-Quercion),
4. vzácné a ohrožené druhy rostlin, zejména populace druhů pelyněk Pančičův (Artemisia pancicii), kozinec bezlodyžný (Astragalus exscapus), katrán tatarský (Crambe tataria) a sesel pestrý (Seseli pallasii), včetně jejich biotopů, a
5. vzácné a ohrožené druhy živočichů, zejména populace druhů krajník zlatotečný (Calosoma auropunctatum), roháč obecný (Lucanus cervus), střevlík uherský (Carabus hungaricus), tesařík obrovský (Cerambyx cerdo), ostruháček česvinový (Satyrium ilicis), přástevník kostivalový (Callimorpha quadripunctaria), strnad luční (Miliaria calandra) a vlha pestrá (Merops apiaster), včetně jejich biotopů.[3] Na svazích byly v minulosti založeny kultury ovocných dřevin, révy a lékořice. Stepní vegetace je poškozována okusem od divokých králíků. V minulosti byla step pravidelně vypalována, dnes dochází k vypalování jen občas. Na části rezervace probíhá v několikaletých intervalech pastva ovcí. Pouzdřanský kopec byl již 12. května 1946 vyhlášen přísnou botanickou rezervací okresní správní komisí v Mikulově. Část Kolby byla vyhlášena chráněným přírodním výtvorem samostatně rozhodnutím ONV Břeclav 9. října 1986.[4]

## Geologie
Podloží je tvořeno paleogenními jílovci a pískovci flyšového pásma, na západě náležející pouzdřanské jednotce, na východě ždánické jednotce, nesouvisle překrytými spraší a sprašovými hlínami. Údolí a úpady vyplňují deluviofluviální hlinitopísčité sedimenty. Půdy reprezentují pararendzina typická a kambizemní, v části Kolby hnědozem typická a luvizem typická.

## Flóra
Na kavylové stepi dominuje kavyl sličný (Stipa pulcherrima), kostřava walliská (Festuca valesiaca) a smělek štíhlý (Koeleria macrantha), dále je to koniklec velkokvětý (Pulsatilla grandis), kosatec nízký (Iris pumila), sesel pestrý (Seseli pallasii), vlnice chlupatá (Oxytropis pilosa), kozinec rakouský (Astragalus austriacus). V místech s dominující ostřicí nízkou (Carex humilis) je to kavyl Ivanův (Stipa pennata), sinokvět měkký (Jurinea mollis), oman mečolistý (Inula ensifolia) či pelyněk pontický (Artemisia pontica). Na svazích s teplomilnými trávníky roste válečka prapořitá (Brachypodium pinnatum), kostřava žlábkatá (Festuca rupicola), hrachor chlumní (Lathyrus pannonicus subsp. collinus), vítod větší (Polygala major), vstavač vojenský (Orchis militaris), sasanka lesní (Anemonoides sylvestris) a hvězdnice chlumní (Aster amellus). V lesích je to habr obecný (Carpinus betulus), javor babyka (Acer campestre), v jejich podrostu dymnivka nízká (Corydalis pumila), pupkovec pomněnkový (Omphalodes scorpioides), strdivka jednokvětá (Melica uniflora), lilie zlatohlávek (Lilium martagon) a další.

## Mykoflóra
Na odumírajících či již odumřelých kavylech roste choroš travní (Polyporus rhizophilus), v lesích je z hub zastoupen zvláště chráněný hřib královský (Butyriboletus regius), dále hřib rudonachový (Imperator rhodopurpureus), ohnivec zimní (Microstoma protractum), hvězdovka vlasohlavá (Geastrum melanocephalum) či palečka zimní (Tulostoma brumale).

## Fauna
Rezervace je významnou hmyzí lokalitou. Nápadným a významným druhem je kobylka sága (Saga pedo), dále pak střevlík uherský (Carabus hungaricus), řada druhu střevlíčků, majek či chrobáků, vzácní hlodáči (Trox cadaverinus a Trox eversmannii), kozlíček písečný (Pedestredorcadion pedestre), teplomilné druhy nosatců, tesaříci či krasec třešňový (Anthaxia candens), vázaný na ovocné stromy a keře. V lesním porostu byl nalezen roháč obecný (Lucanus cervus). Mezi motýli je zastoupena nesytka šalvějová (Chamaesphecia colpiformis), vřetenuška čtverotečná (Zygaena punctum itala), modrásek vičencový (Polyommatus thersites), okáč kostřavový (Arethusana arethusa), píďalky zelenopláštník smldníkový (Chlorissa etruscaria), vlnočárník mařinkový (Cataclysme riguata), kropenatec pelyňkový (Narraga fasciolaria) a drsnokřídlec bělopásý, můry hnědopáska panonská (Lygephila ludicra), světlopáska pelyňková (Phyllophila obliterata) či jasnobarvec hledíkový (jasnobarvec hledíkový). Podrobně byli v rezervaci zkoumáni mravenci a lokalita je jedinečnou z arachnologického hlediska. Je to jediné místo výskytu pavučenky vývrtkové (Hylyphantes nigritus) a cedivečky (Dictyna vicina) v ČR. Mezi další zástupce patří mikardie bělostuhá, cedivečka stepní, zápřednice ostruhová (Cheiracanthium effosum) a další druhy plachetnatek a skálovek. Z obratlovců tu žije ještěrka zelená (Lacerta viridis), z ptáků vlha pestrá (Merops apiaster), pěnice vlašská (Sylvia nisoria), strnad luční (Emberiza calandra), bramborniček černohlavý (Saxicola rubicola), krutihlav obecný (Jynx torquilla) či ťuhýk obecný (Lanius collurio), v lesích lejsek bělokrký (Ficedula albicollis), žluva hajní (Oriolus oriolus), včelojed lesní (Pernis apivorus) či strakapoud prostřední (Dendrocopos medius).

## Fotogalerie

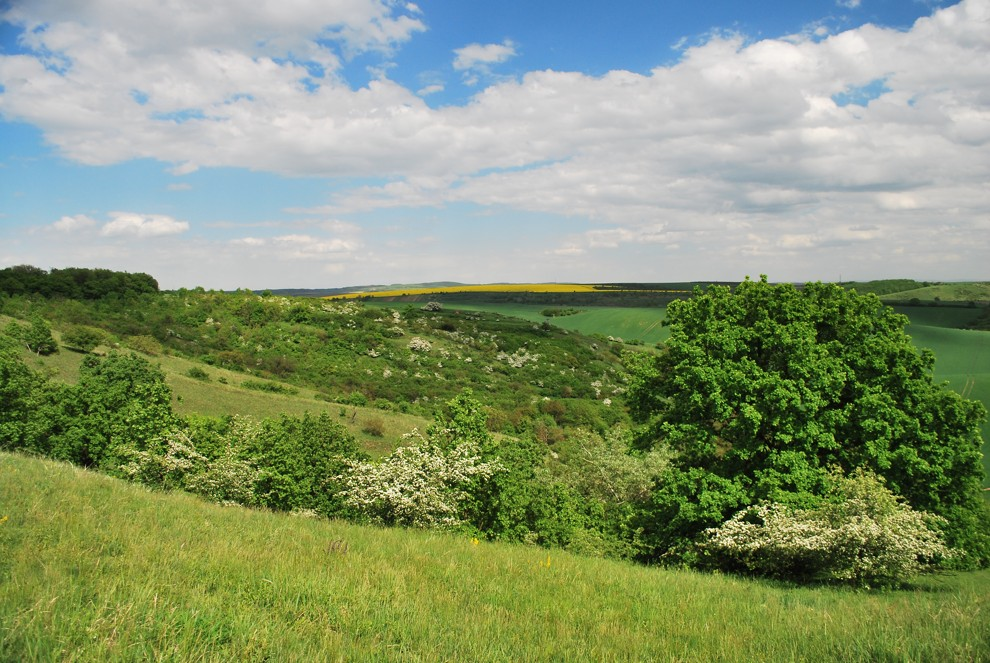
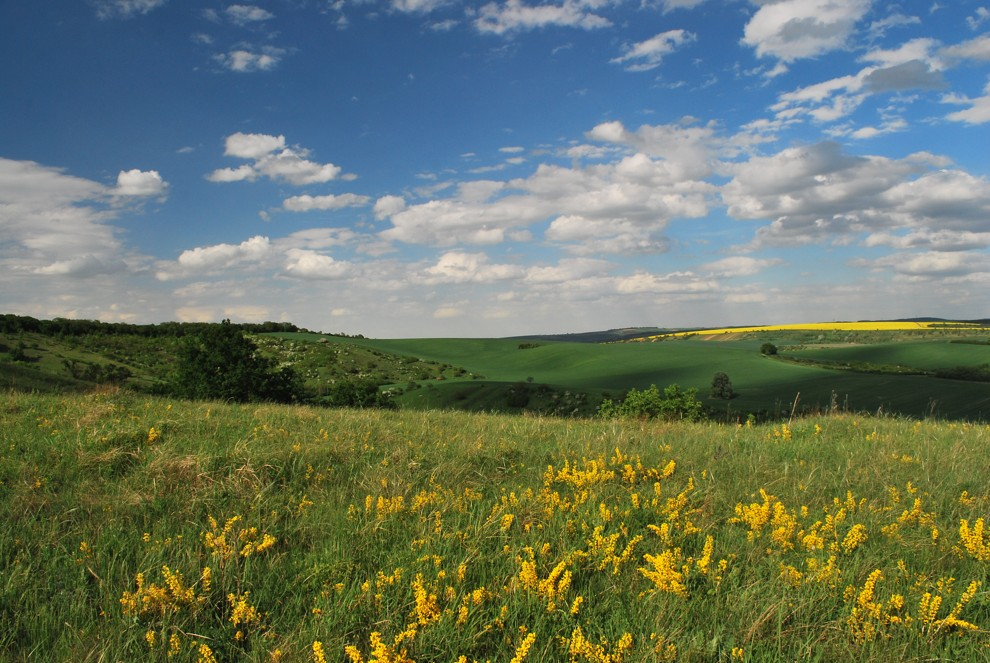
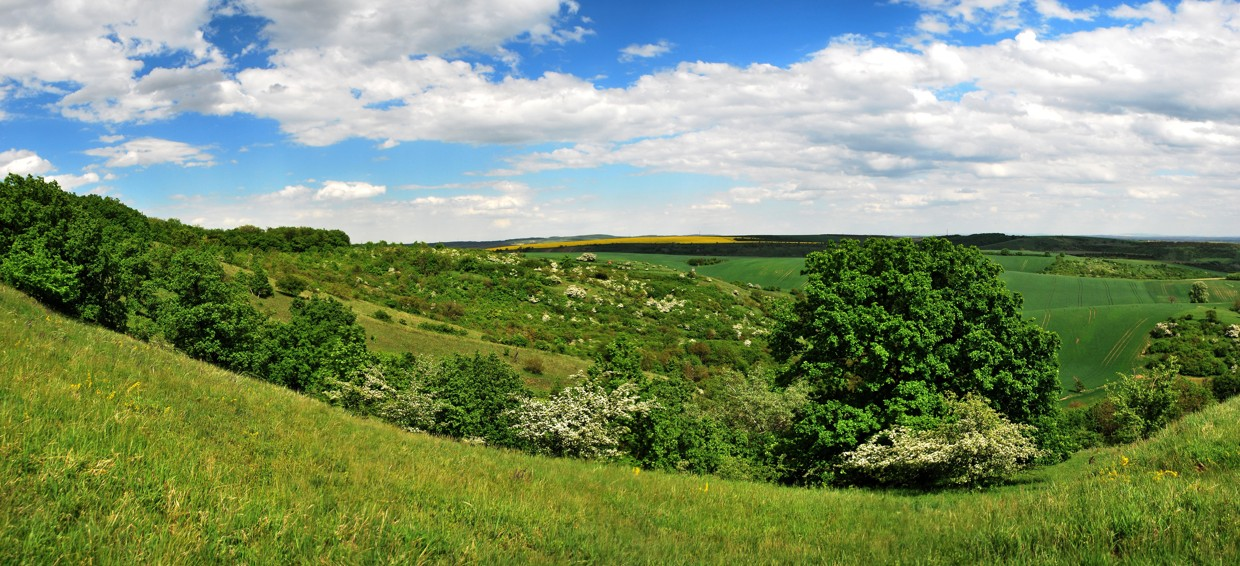
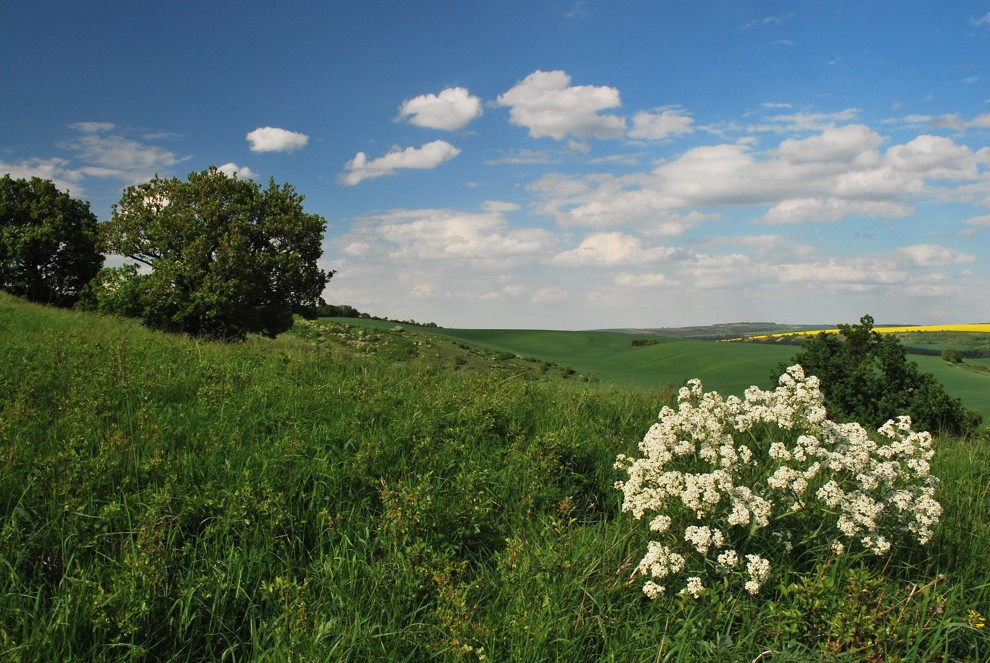
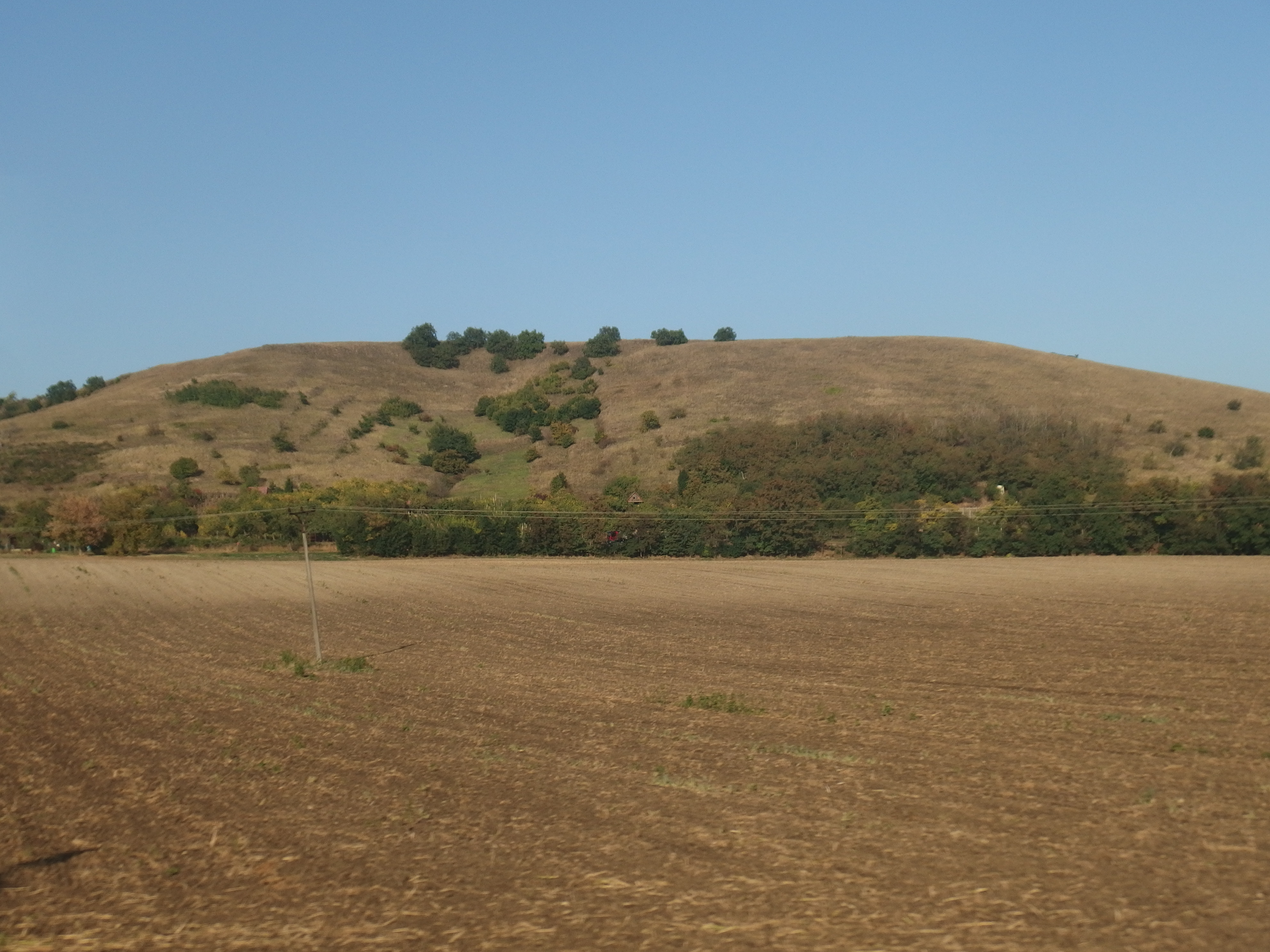
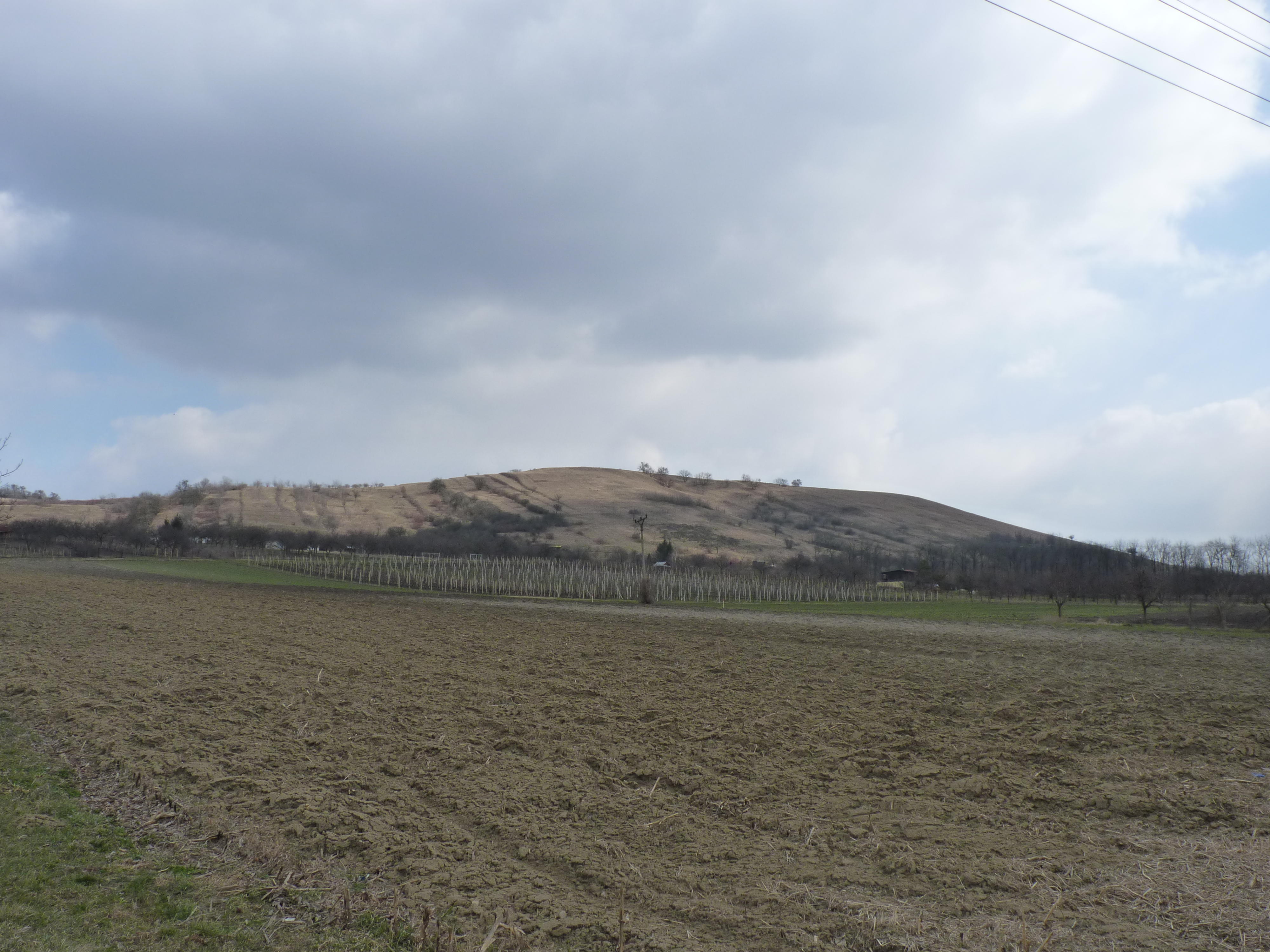
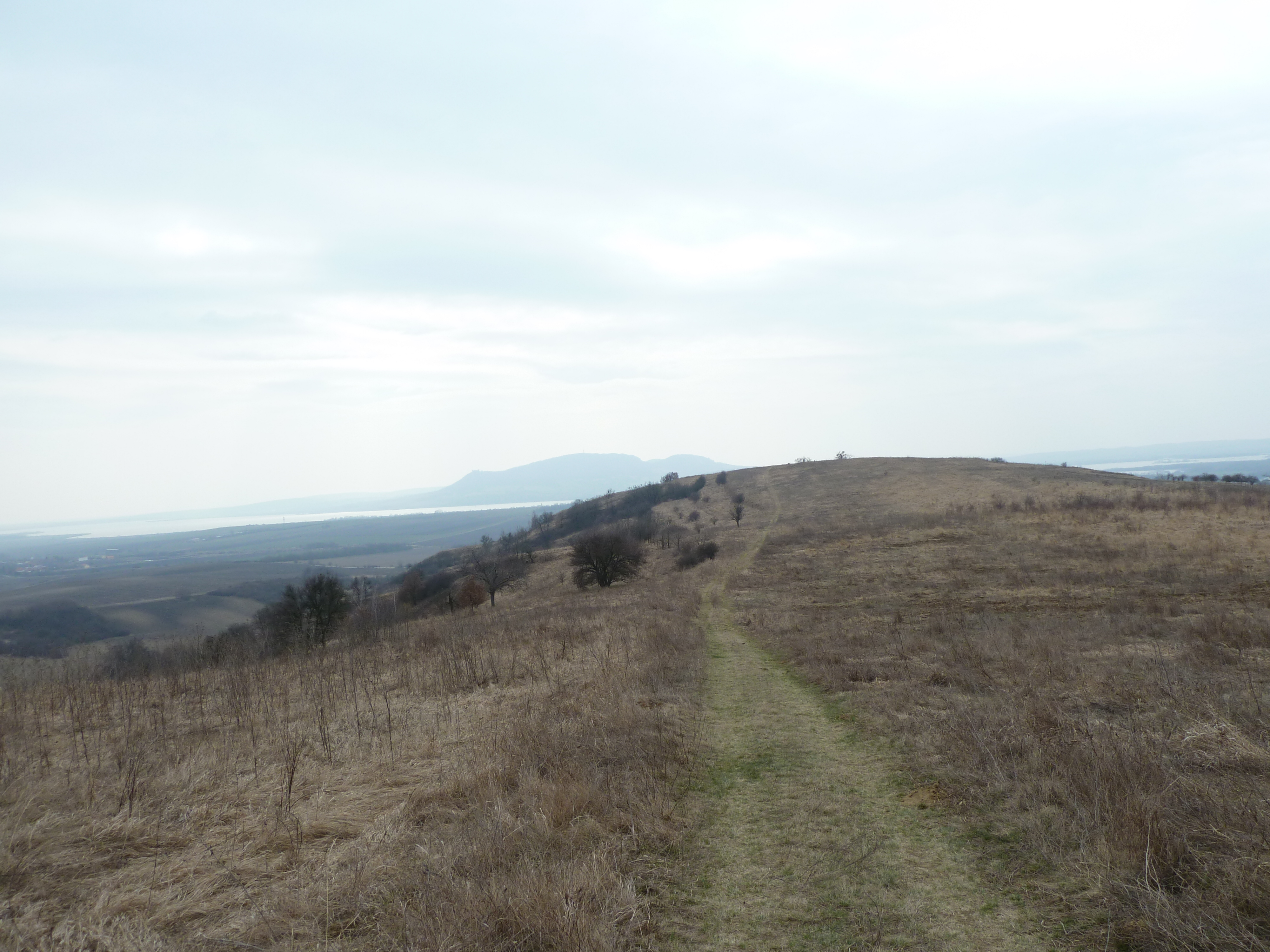